# اوزون‌اوبا پایین
اوزون‌اوبا پایین (به لاتین: Aşağı Uzunoba) یک منطقه مسکونی در جمهوری آذربایجان است که در شهرستان بابک واقع شده است. این روستا ۴۴۸ نفر جمعیت دارد.